# Robert Whitney Waterman
Pour les articles homonymes, voir Waterman.
Robert Whitney Waterman, né le 15 décembre 1826 à Fairfield (New York) et mort le 12 avril 1891 à San Diego, est un homme politique américain membre du Parti républicain, qui est gouverneur de Californie entre 1887 et 1891. Lieutenant-gouverneur de Washington Bartlett entré en poste en 1887, il succède à ce dernier après sa mort la même année.